# Marzanowce
Marzanowce (Rubiales Dumort.) – rząd roślin okrytonasiennych wyróżniany w niektórych systemach klasyfikacyjnych (np. w systemie Reveala z lat 1993–1999).

## Systematyka
Pozycja systematyczna i podział według systemu Reveala (1993–1999)
- Podrząd: Rubiineae Raf. Ann.Gén.Sci.Phys.Bruxelles6:83 1820 – marzanowe
  - rodzina: Carlemanniaceae Airy Shaw Kew Bull.19:511 1965
  - rodzina: Dialypetalanthaceae Rizzini & Occhioni Lilloa 17:253 1948 nom.cons.
  - rodzina: Rubiaceae Juss. Gen.Pl.:196 1789 nom.cons. – marzanowate

Pozycja systematyczna rzędu według APweb (aktualizowany system APG III z 2009)
Takson nie wyróżniany. Dialypetalanthaceae (rodzaj Dialypetalanthus) sytuowany jest w obrębie marzanowatych (Rubiaceae) i wraz z nimi wchodzi w skład rzędu goryczkowców (Gentianales). Carlemanniaceae sytuowane są jako takson siostrzany dla rodziny oliwkowatych (Oleaceae) w obrębie jasnotowców (Lamiales).